# نصرالدین اکلی
نصرالدین اکلی (عربی: نصر الدين أكلي؛ زادهٔ ۱۰ مهٔ ۱۹۵۳) بازیکن فوتبال اهل الجزایر بود.
از باشگاه‌هایی که در آن بازی کرده‌است می‌توان به باشگاه فوتبال اتحاد الجزایر اشاره کرد.
وی همچنین در تیم ملی فوتبال الجزایر بازی کرده‌است.